# نانوب

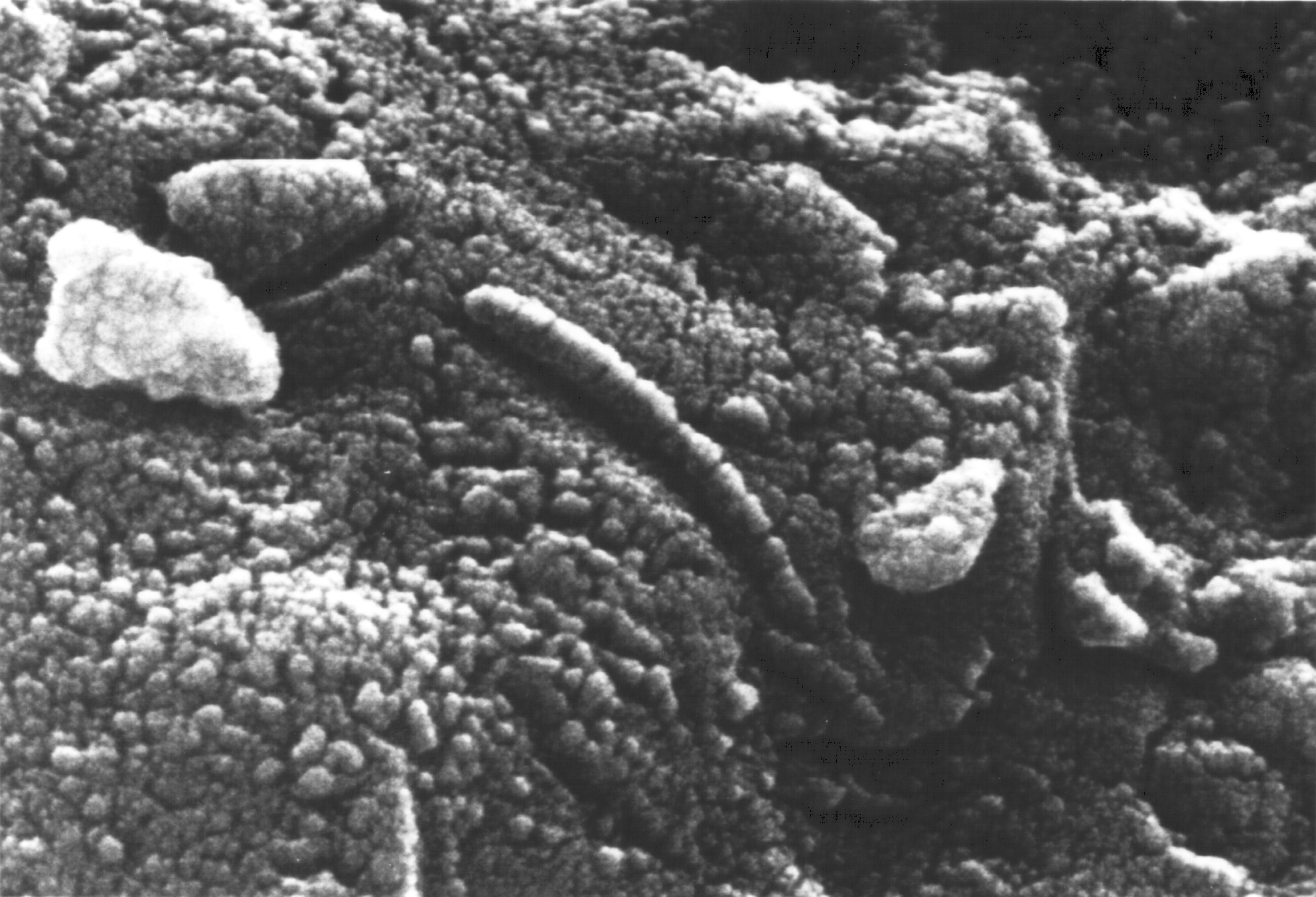
ساختارهای یافت‌شده در شهاب سنگ ALH84001 مشابه ساختارهای موجود در نانوب‌ها هستند.

یک نانوب (به انگلیسی: Nanobe) (‎/ˈnænoʊb, ˈneɪnoʊb/‎) یک ساختار رشته‌ای کوچک است که برای نخستین بار در برخی از سنگ‌ها و رسوبات یافت شد. برخی از دانشمندان فرض می‌کنند که نانوب‌ها کوچک‌ترین شکل حیات، حدود 1/ 10 باکتری شناخته‌شده هستند.
هیچ مدرک قطعی وجود ندارد که این ساختارها جاندارن زنده هستند یا نیستند؛ بنابراین، طبقه‌بندی آنها بحث‌برانگیز است.